# Кувалда (телесериал)
«Кувалда» (англ. Sledge Hammer!) — американский сатирический телесериал о работе полиции. Главный герой — инспектор Следж Хаммер (Дэвид Раш), не блещущий умом, но зато очень решительный и предпочитающий жёсткие методы работы полицейский.

## Персонажи

### Следж Хаммер
(роль исполняет Дэвид Раш)

Следж Хаммер (англ. sledge hammer — кувалда) — харизматичный инспектор полиции Сан-Франциско с радикальными методами работы. Неоднократно отстранялся от службы за излишнюю жестокость с арестованными и агрессивные методы дознания. В одной из серий капитан Транк сказал, что он способен устраивать аварии даже по телефону (что, собственно, подтверждается в начале серии). В разводе с женой Сьюзан, которой регулярно выплачивает алименты. Бывшая жена Хаммера появляется только в последней серии (её сыграла настоящая жена Дэвида Раша), до этого он упоминает её исключительно с негативной окраской как женщину с большими требованиями, которые не может позволить себе «обыкновенный коп». Живёт аскетично в маленькой квартире, наполненной оружием.
Лучший друг Хаммера — магнум 44-го калибра, револьвер «Смит и Вессон» модели № 629 (отличается от модели № 29 Грязного Гарри нержавеющей сталью) с изображением кувалды на рукоятке из слоновой кости. Хаммер спит, принимает душ и даже разговаривает с ним. В одной из серий магнум похищают, после чего жизнь и работа Хаммера радикально меняется в худшую сторону, всё становится на круги своя только после возвращения друга. Согласно легенде из сериала, револьвер достался ему по наследству от его отца, известного циркового стрелка Джека Хаммера.
Следж Хаммер ездит на зелёном побитом и изрешечённом пулями Dodge St. Regis с надписями «COP IN CAR» (с англ. — ««полицейский в машине»») на заднем стекле и «I ♥ VIOLENCE» (с англ. — ««я люблю насилие»») на крышке багажника. Хаммер не соблюдает правила дорожного движения и периодически сбивает преступников или врезается в другие автомобили. При всём этом он слушает записи классической музыки, в мелодиях которой им узнаются звуки взрывов (увертюра «1812 год») или выстрелов (пятая симфония Бетховена).
В каждой серии Следж носит новый галстук, причём эти галстуки всегда ужасных расцветок. В серии, где Доро после удара головой начинает вести себя как Следж, она тоже надевает безумный галстук.
В одной из серий сказано, что Следж родился в округе Пассейик, штат Нью-Джерси.

### Дори Доро
(роль исполняет Анна-Мария Мартин)

Напарница Следжа Хаммера. В первой серии была направлена к нему для помощи в поисках похищенной дочери мэра города. Обладает, в отличие от Хаммера, добротой, вежливостью, рассудительностью и здравым смыслом. Нередко спасает своего напарника и препятствует некоторым его необдуманным поступкам. Метко стреляет, владеет приёмами карате, может управлять самолётом. Испытывает симпатию к Хаммеру и при возможности пытается пробудить в нём человечность, что он обычно парирует указанием на долг полицейского. После свадьбы бывшей жены, Хаммер шутливо делает Доро предложение руки и сердца. В серии «Отчаянные поиски Дори» (англ. Desperately seeking Dori) после травмы головы характер Доро становится похожим на характер Хаммера, но после повторной травмы Доро снова становится прежней.

### Капитан Эдмунд Транк
(роль исполняет Гаррисон Пейдж)

Начальник Хаммера и Доро, афроамериканец. Постоянно орёт на Хаммера за его выходки (за которые самого Транка обычно отчитывает комиссар полиции города), от которых страдает мигренью и повышенным артериальным давлением, от чего его офис полон разнообразных лекарств. Тем не менее, изредка хвалит Хаммера за хорошую работу. Большую часть времени проводит у себя в кабинете, но в критические моменты порой появляется как «чёртик из коробочки» и спасает Хаммеру жизнь (например, когда Хаммера собирались казнить члены законспирированной группы ликвидаторов в полицейских рядах; при защите важной свидетельницы, когда Хаммер заслонил её своим телом; после отравления Хаммера смертельным ядом; и в ходе служебного расследования на предмет несоответствия Хаммера занимаемой должности). В непростых отношениях с женой Рене, которая ушла от него, когда тот стал раздражителен и груб (в частности, это произошло именно из-за Хаммера).
Образ чернокожего шефа полиции, постоянно кричащего на подчинённых, был ранее использован в фильмах «48 часов» и «Полицейский из Беверли-Хиллз», и стал классикой. Этот образ многократно обыгрывался в фильмах о полицейских 80—90-х годов.

## Список серий
| Номер серии      | Английское название                      | Русское название                      | Какие фильмы пародирует                               | Описание серии |
| ---------------- | ---------------------------------------- | ------------------------------------- | ----------------------------------------------------- | --- |
| 1                | Under the Gun                            | Под прицелом                          | «Грязный Гарри»                                       | Посреди ночи совершенно дерзкое преступление — похищена дочка мэра. Увидев по телевизору репортаж про детектива Слэджа Хаммера и его «методы» поимки преступников, мэр понимает, что ему нужен именно такой беспринципный человек, для поиска его дочери. В помощники Слэджу мэр назначает ещё одного детектива — Дори Доро, которая сразу же становиться явной противницей «методов» Хаммера, несмотря на то, что времени для поиска преступников остается совсем немного. |
| 2                | Hammer Gets Nailed                       | Кувалда атакует                       | -                                                     | Скандально-известный ведущий Фил Гамм намеревается сделать репортаж про будни полицейских. Капитан Транк, скрепя сердцем, просит Хаммера стать лицом их отдела. К вечеру этого же дня, Гамм выпускает репортаж, полностью раскритиковав полицейское управление. В результате этого мэр вынужден уволить многих полицейских. В том числе и самого Слэджа. |
| 3                | Witless                                  | Безмозглый                            | «Свидетель»                                           | Хаммер делает заявление, что скоро покончит с преступностью в городе, чем приводит в гнев местного главаря преступного синдиката Дона Филиппа. Разъярённый Дон объявляет награду в 1 000 000 долларов за голову Слэджа. И буквально на следующий же день все киллеры города начинают охоту на Хаммера. Капитан Транк принимает решение отправить Слэджа в загородный отель. Но не для его безопасности, конечно же, а для того чтобы остановить городские разрушения и бессмысленные убийства киллеров. Избежав по дороге очередного покушения на свою жизнь, Хаммер находит приют в общине мормонов. |
| 4                | They Shoot Hammers, Don’t They?          | Охота на Хаммера                      | «Блеф Кугана»                                         | Джек Куган — бывший полицейский, сбегает из тюрьмы что бы свести счёты со своим бывшим напарником и другом — Следжем Хаммером. |
| 5                | Dori Day Afternoon                       | Ограбление банка                      | «Собачий полдень»                                     | Слэдж и Дори по дороге в участок решают проехать мимо банкомата, возле банка. Из-за ошибки техники, напарникам приходится зайти в само здание. И в этот самый момент два непутёвых грабителя решают ограбить банк. Из-за сработавший сигнализации, на место прибывает полиция и окружает здание. Оказавшись взаперти Хаммер теперь вынужден прислуживать одному из бандитов. С каждой новой минутой, проведённой с грабителями, терпению Следжа приходит конец, и он уже готов пустить в ход свой любимый Магнум, но есть проблема — у него остался всего один патрон. |
| 6                | To Sledge, with Love                     | С любовью к Следжу                    | «Замена»                                              | Школьный совет в панике. В одной из школ города ученики совершенно отбились от рук. Они не учатся, не уважают учителей и формируют собственные банды. Капитан Транк отправляет Хаммера, чтобы тот разобрался с ситуацией. Прибыв на место Следж узнаёт, что группа хулиганов работает на местного рэкетира Ральфа Роско и решает найти подход к ещё не совершенно потерявшимся мальчишкам и помочь им свернуть назад на «нормальную дорожку». |
| 7                | All Shook Up                             | Покажи, на что способен               |                                                       | За последние три недели в городе было убито пятнадцать двойников Элвиса. Судмедэкспертиза установила, что все они были убиты тупым позолоченным предметом. Спонсоры конкурса отказываются отменять финал из-за высоких рейтингов их шоу и Капитан Транк просто впадает в отчаяние. Однако Хаммеру приходит в голову идея — заставить преступника напасть на него. Для этого всего то нужно применить на себя личину Элвиса и поучаствовать в конкурсе двойников великого певца. |
| 8                | Over My Dead Bodyguard                   | Только через труп моего телохранителя | -                                                     | В газеты просочилась информация о том, что капитан Транк собирается свидетельствовать в суде против наркосиндиката. Комиссар полиции назначает Хаммера телохранителем капитана, что, естественно, не особо радует последнего. Из-за маниакальной ответственности Следжа, капитан Транк не может спокойно сделать и шаг, что приводит его к ссоре с собственной женой. После предотвращения двух покушений, Хаммер решает спрятать капитана у себя дома, считая, что там, тому будет безопаснее. Но это решение приводит к весьма печальным событиям. |
| 9                | Magnum Farce                             | Буря в стакане                        | «Высшая сила»                                         | Неизвестный убийца, возомнивший себя орудием возмездия, убивает вышедших на свободу из тюрьмы преступников. После смерти четвёртого преступника выясняется, что убийца вовсе не один. Транк и Хаммер предполагают, что за убийствами стоит тайное общество, состоящее из действующих полицейских, решивших избавить мир от преступности без суда и следствия. Следж решает проникнуть в логово врага, а для этого нужно доказать, что он один из них. |
| 10               | If I Had a Little Hammer                 | Пропавшие младенцы                    |                                                       | Посреди ночи неизвестные проникают в отделение для новорожденных и похищают двенадцать младенцев. Доро умоляет капитана назначит её и Слэджа для расследования, хотя сам Хаммер привык иметь дело с убийцами и не очень-то рад этому делу. Транк предполагает, что младенцы были похищены организацией продающих в дальнейшем младенцев бездетным богатым парам, но как на неё выйти, герои не представляют. Через несколько дней информатор Слэджа даёт наводку на некое агентство по усыновлению детей. Доро и Хаммер решают притвориться богатыми бездетными супругами, чтобы понять, действительно ли это агентство причастно к похищению младенцев. |
| 11               | To Live and Die on TV                    | Жить и умереть на ТВ                  |                                                       | Собираясь на работу, Хаммер смотрит шоу «Вопрос на миллион», где некий Мэл Джордан отвечает на все вопросы ведущего и переходит в финал за бой в один миллион долларов, попутно выиграв новый автомобиль. На работе Слэджа и Доро, капитан посылает на пристань, где пьяный водитель утонул вместе с автомобилем. Приехав на место происшествия, герои с удивлением узнают в погибшем победителя шоу. Хаммер сомневается, что непьющий ранее Джордан на радостях напился и утопил вместе с собой новенький автомобиль. К тому же судмедэксперт установил, что причиной смерти является тяжёлый удар по голове. Слэдж подозревает, что все ниточки тянутся к телестудии, а именно к ведущему программы. |
| 12               | Miss of the Spider Woman                 | Фатальная ошибка                      | «Мёртв по прибытии»                                   | Вернувшись домой с выставки оружия Хаммер обнаруживает у себя в квартире симпатичную девушку, которая утверждает, что зашла в квартиру, поскольку дверь была открыта. Убедив Следжа в том, что ей всего лишь нужно позвонить маме, девушка незаметно подливает ему в молоко какую-то жидкость, от которой Следжу становится плохо. Вернувшийся в участок Хаммер, сразу же падает в обморок и Транк понимает, что Следж отравился. Прибывший врач, также констатировал отравление, и что Хаммеру осталось жить пять дней. Беда в том, что Следж пробыл без сознания четыре с половиной дня, а значит время на поиски противоядия и девушки, отравившей его, составляет двенадцать часов. |
| 13               | The Old Man and the Sledge               | Старик и Следж                        |                                                       | Приехав по вызову, где некий учудил скандал со стрельбой, Доро и Хаммер обнаруживают старика, который просто не хочет, чтобы его отправляли в дом престарелых. Внезапно в старике Следж узнаёт Гила Йейтса, бывшего полицейского, и кумира Хаммера. Присутствовавший на месте социальный работник рад, что наконец-то полицейские помогут отвезти старика туда, где ему место, но Хаммер вышвыривает мужчину на улицу и говорит, что берёт Гила под свою опеку. К сожалению психологическое состояние старика практически сразу даёт знать о себе, как только его привозят в участок. Транк понимает, что Гилу будет лучше в приюте, и просит Доро с Хаммером отвезти его. По дороге в приют, Гил умоляет не отвозить его в приют, а помочь с поиском работы, чтобы он мог платить за квартиру. Всё это вовсе не радует Доро, которая в отличие от Следжа понимает, насколько непредсказуем Гил.                                                                                           |
| 14               | Sledgepoo                                | Трое преступников, не считая собаки   |                                                       | Неизвестный взломщик совершает одно за другим дерзкое ограбление. Информатор Хаммера предупреждает, что грабитель собирается ограбить всех богатых людей города, а также, что он англичанин. От коллег из Скотланд-Ярда, Следж узнаёт лишь имя преступника- Генри Хилл. Но этой информации мало для поимки. На допросе потерпевших женщин, Доро замечает, что у них у всех одинаковые причёски. А также она узнаёт, что ограбления происходили в то время, когда женщины были в одном и том же салоне красоты. В этот же день информатор даёт наводку о новом ограблении. Доро и Хаммер решают устроить засаду, чтобы взять грабителя с поличным. Но события принимают совершенно непредсказуемый оборот. |
| 15               | Haven’t Gun, Will Travel                 | Нет револьвера, вот и сиди            |                                                       | Арест Хаммером сразу четырёх преступников, работающих на местного криминального босса, вызывает гнев последнего. Поскольку Хаммер представляет серьёзную угрозу предстоящему делу, босс решает избавиться от него. Беда в том, что Следж неподкупен, и что уже не один киллер пострадал при попытке убить этого заносчивого полицейского. И тогда босс идёт на хитрость. Его подчинённые прокрадываются ночью в квартиру Хаммера и крадут его любимый Магнум. Пропажа пистолета полностью деморализовывает Следжа и он впадает в депрессию, совершенно не представляя, как ему теперь вести дела без Магнума. |
| 16               | The Color of Hammer                      | Все цвета Хаммера                     | «Цвет денег»                                          | Судья Ли Джексон, этакий Слэдж Хаммер в сфере судебной системы. Он строг, консервативен, непреклонен, неподкупен, а также справедлив когда дело касается вынесения приговора. И самое главное, Хаммер является его ярым фанатом. Однажды во время обеденного перерыва к судье подходит симпатичная женщина предлагающая сыграть ему с ней в бильярд. Притворившись неопытной дурёхой, женщина в итоге выигрывает сто пятьдесят тысяч у судьи. Когда тот отказывается платить, босс женщины всё это время записывающий процесс сделки и игры на камеру, начинает шантажировать судью, чтобы тот вынес оправдательный приговор их человеку на ближайшем слушании. После вынесения приговора, единственный кто понимает, что с судьёй что-то не так — это Следж. Он спешит к судье, чтобы разобраться в произошедшем, но не успевает. Он находит того мёртвым и решает во что бы то ни стало, найти убийц его любимого судьи.                                                                 |
| 17               | Brother, Can You Spare a Crime?          | И ты, брат?                           |                                                       | Доставленный в участок грабитель, попытавшийся залезть в усадьбу к мисс Вентфорд называет себя Майлсом Хаммером, братом Следжа. Хамер весьма удивлён, ведь он единственный ребёнок в семье. Доставленные капитану Транку документы подтверждают родство мужчины со Следжем, что убеждает всех, что он его брат. Да и впечатление он производит весьма приятное. Особенно на женщин и тем более Доро. Все представительницы слабого пола словно под каким-то магическим воздействием становятся без ума от Майлса. Но не Хаммер, который продолжает считать его мошенником. Суд выносит оправдательный приговор, потому что мисс Вентфорд не стал предъявлять обвинение, и это ещё сильнее раздражает Хаммера. А между тем все вокруг начинают буквально боготворить новоиспеченного брата — коллеги Хаммера, его арендодатель и случайные прохожие. И даже Доро ведёт Майлса на свидание. Однако вовсе не потому, что он ей симпатичен. Доро тоже подозревает что с Майлсом что-то не так. |
| 18               | Desperately Seeking Dori                 | Отчаянные поиски Дори                 | «Их поменяли телами» «Жить и умереть в Лос-Анджелесе» | |
| 19               | State of Sledge                          | В объятиях сатаны                     | «Нападение на 13-й участок»                           | |
| 20               | Comrade Hammer                           | Товарищ Хаммер                        | «К северу через северо-запад» «Из России с любовью»   | |
| 21               | Jagged Sledge                            | Следж в ловушке                       | «Зазубренное лезвие»                                  | |
| 22               | The Spa Who Loved Me                     | Дурак, который любил меня             | «Шпион, который меня любил»                           | |
| 2 сезон 1 серия  | A Clockwork Hammer                       | Заводной Хаммер                       | «Макс Хедрум» «Заводной апельсин»                     | |
| 2 сезон 2 серия  | Big Nazi on Campus                       | Нацист в студенческом городке         | «Чужестранец»                                         | |
| 2 сезон 3 серия  | Play It Again Sledge                     | Сыграй мне снова, Следж               | «Мальтийский сокол» «Глубокий сон»                    | |
| 2 сезон 4 серия  | Wild About Hammer                        | Безумие от Хаммера                    | «Роковое влечение»                                    | |
| 2 сезон 5 серия  | The Death of a Few Salesmen              | Смерть коммивояжёра                   | «Крокодил Данди» «Чёрная вдова»                       | |
| 2 сезон 6 серия  | Vertical                                 | Вертикаль                             | «Головокружение»                                      | |
| 2 сезон 7 серия  | Dressed to Call                          | Телефонный маскарад                   | «Соблазнение» «Бритва»                                | |
| 2 сезон 8 серия  | Hammer Hits the Rock                     | Побег                                 | «Полиция Майами» (48 серия)                           | |
| 2 сезон 9 серия  | The Last of the Red Hot Vampires         | Последний из настоящих вампиров       | «Знак вампира»                                        | |
| 2 сезон 10 серия | Hammeroid                                | Хаммероид                             | «Робокоп»                                             | |
| 2 сезон 11 серия | Sledge in Toyland                        | Следж в стране игрушек                |                                                       | |
| 2 сезон 12 серия | Icebreaker                               | Ледокол                               |                                                       | |
| 2 сезон 13 серия | They Call Me Mr. Trunk                   | Меня зовут МИСТЕР Транк               | «Штамм „Андромеда“»                                   | |
| 2 сезон 14 серия | Model Dearest                            | Дорогая модель                        | «Похитители»                                          | |
| 2 сезон 15 серия | Sledge, Rattle 'n' Roll                  | Следж рок-н-гром                      | «Смертельный список»                                  | |
| 2 сезон 16 серия | Suppose They Gave a War and Sledge Came? | Представьте, что Следж на войне…      | -                                                     | |
| 2 сезон 17 серия | The Secret of My Excess                  | Свидание с политиком                  |                                                       | |
| 2 сезон 18 серия | It Happend What Night?                   | Отчего эта ночь так была коротка      |                                                       | |
| 2 сезон 19 серия | Here’s to You, Mrs. Hammer               | Миссис Хаммер                         |                                                       | |